# Ligue des champions masculine de l'EHF 1997-1998
Navigation
Ligue des champions 1996-1997 Ligue des champions 1998-1999
La saison 1997-1998 de la Ligue des champions masculine de l'EHF est la 38e édition de la compétition, anciennement Coupe d'Europe des clubs champions. Organisée par l'EHF, elle met aux prises 32 équipes européennes.
La compétition est remportée pour la quatrième fois par le club espagnol du FC Barcelone qui conserve son titre aux dépens du club croate du Badel 1862 Zagreb.

## Présentation

### Participants
La liste des engagés, par tour d’entrée dans la compétition est :
| Premier tour (6) | Premier tour (6) | Premier tour (6) | Premier tour (6) | Premier tour (6) | Premier tour (6) | Premier tour (6) | Premier tour (6) | Premier tour (6) | Premier tour (6) | Premier tour (6) | Premier tour (6) | Premier tour (6) | Premier tour (6) | Premier tour (6) | Premier tour (6) | Premier tour (6) | Premier tour (6) | Premier tour (6) | Premier tour (6) | Premier tour (6) | Premier tour (6) | Premier tour (6) | Premier tour (6) | Premier tour (6) | Premier tour (6) | Premier tour (6) | Premier tour (6) | Premier tour (6) | Premier tour (6) |
| --- | --- | --- | --- | --- | --- | --- | --- | --- | --- | --- | --- | --- | --- | --- | --- | --- | --- | --- | --- | --- | --- | --- | --- | --- | --- | --- | --- | --- | --- |
| - HC Port Burgas : Champion de Bulgarie - SPE Strovolos Nicosie: Champion de Chypre - Vestmanna IF : Champion des îles Féroé | - HC Port Burgas : Champion de Bulgarie - SPE Strovolos Nicosie: Champion de Chypre - Vestmanna IF : Champion des îles Féroé | - HC Port Burgas : Champion de Bulgarie - SPE Strovolos Nicosie: Champion de Chypre - Vestmanna IF : Champion des îles Féroé | - HC Port Burgas : Champion de Bulgarie - SPE Strovolos Nicosie: Champion de Chypre - Vestmanna IF : Champion des îles Féroé | - HC Port Burgas : Champion de Bulgarie - SPE Strovolos Nicosie: Champion de Chypre - Vestmanna IF : Champion des îles Féroé | - HC Port Burgas : Champion de Bulgarie - SPE Strovolos Nicosie: Champion de Chypre - Vestmanna IF : Champion des îles Féroé | - HC Port Burgas : Champion de Bulgarie - SPE Strovolos Nicosie: Champion de Chypre - Vestmanna IF : Champion des îles Féroé | - HC Port Burgas : Champion de Bulgarie - SPE Strovolos Nicosie: Champion de Chypre - Vestmanna IF : Champion des îles Féroé | - HC Port Burgas : Champion de Bulgarie - SPE Strovolos Nicosie: Champion de Chypre - Vestmanna IF : Champion des îles Féroé | - HC Port Burgas : Champion de Bulgarie - SPE Strovolos Nicosie: Champion de Chypre - Vestmanna IF : Champion des îles Féroé | - HC Port Burgas : Champion de Bulgarie - SPE Strovolos Nicosie: Champion de Chypre - Vestmanna IF : Champion des îles Féroé | - HC Port Burgas : Champion de Bulgarie - SPE Strovolos Nicosie: Champion de Chypre - Vestmanna IF : Champion des îles Féroé | - HC Port Burgas : Champion de Bulgarie - SPE Strovolos Nicosie: Champion de Chypre - Vestmanna IF : Champion des îles Féroé | - HC Port Burgas : Champion de Bulgarie - SPE Strovolos Nicosie: Champion de Chypre - Vestmanna IF : Champion des îles Féroé | - HC Port Burgas : Champion de Bulgarie - SPE Strovolos Nicosie: Champion de Chypre - Vestmanna IF : Champion des îles Féroé | - RK Prespa Resen : Champion de Macédoine - Dinamo Bucarest : Championnat de Roumanie - TJ VSZ Košice : Championnat de Slovaquie | - RK Prespa Resen : Champion de Macédoine - Dinamo Bucarest : Championnat de Roumanie - TJ VSZ Košice : Championnat de Slovaquie | - RK Prespa Resen : Champion de Macédoine - Dinamo Bucarest : Championnat de Roumanie - TJ VSZ Košice : Championnat de Slovaquie | - RK Prespa Resen : Champion de Macédoine - Dinamo Bucarest : Championnat de Roumanie - TJ VSZ Košice : Championnat de Slovaquie | - RK Prespa Resen : Champion de Macédoine - Dinamo Bucarest : Championnat de Roumanie - TJ VSZ Košice : Championnat de Slovaquie | - RK Prespa Resen : Champion de Macédoine - Dinamo Bucarest : Championnat de Roumanie - TJ VSZ Košice : Championnat de Slovaquie | - RK Prespa Resen : Champion de Macédoine - Dinamo Bucarest : Championnat de Roumanie - TJ VSZ Košice : Championnat de Slovaquie | - RK Prespa Resen : Champion de Macédoine - Dinamo Bucarest : Championnat de Roumanie - TJ VSZ Košice : Championnat de Slovaquie | - RK Prespa Resen : Champion de Macédoine - Dinamo Bucarest : Championnat de Roumanie - TJ VSZ Košice : Championnat de Slovaquie | - RK Prespa Resen : Champion de Macédoine - Dinamo Bucarest : Championnat de Roumanie - TJ VSZ Košice : Championnat de Slovaquie | - RK Prespa Resen : Champion de Macédoine - Dinamo Bucarest : Championnat de Roumanie - TJ VSZ Košice : Championnat de Slovaquie | - RK Prespa Resen : Champion de Macédoine - Dinamo Bucarest : Championnat de Roumanie - TJ VSZ Košice : Championnat de Slovaquie | - RK Prespa Resen : Champion de Macédoine - Dinamo Bucarest : Championnat de Roumanie - TJ VSZ Košice : Championnat de Slovaquie | - RK Prespa Resen : Champion de Macédoine - Dinamo Bucarest : Championnat de Roumanie - TJ VSZ Košice : Championnat de Slovaquie | - RK Prespa Resen : Champion de Macédoine - Dinamo Bucarest : Championnat de Roumanie - TJ VSZ Košice : Championnat de Slovaquie |
| Deuxième tour (29) | | | | | | | | | | | | | | | | | | | | | | | | | | | | | |
| - FC Barcelone : tenant du titre - TBV Lemgo : champion d'Allemagne - HC Sparkasse Bruck : Champion d'Autriche - Initia HC Hasselt : Champion de Belgique - SKA Minsk : Champion de Biélorussie - RK Badel 1862 Zagreb : Champion de Croatie - Virum-Sorgenfri HK : Champion du Danemark - CB Ademar León : Vice-champion d'Espagne - BK-46 Karis : Champion de Finlande - US Ivry : champion de France 1997 - GE Verias : champion de Grèce - Fotex KC Veszprém : champion de Hongrie - KA Akureyri : champion d'Islande - Hapoël Rishon LeZion : Champion d'Israël - Pallamano Trieste : Champion d'Italie | - FC Barcelone : tenant du titre - TBV Lemgo : champion d'Allemagne - HC Sparkasse Bruck : Champion d'Autriche - Initia HC Hasselt : Champion de Belgique - SKA Minsk : Champion de Biélorussie - RK Badel 1862 Zagreb : Champion de Croatie - Virum-Sorgenfri HK : Champion du Danemark - CB Ademar León : Vice-champion d'Espagne - BK-46 Karis : Champion de Finlande - US Ivry : champion de France 1997 - GE Verias : champion de Grèce - Fotex KC Veszprém : champion de Hongrie - KA Akureyri : champion d'Islande - Hapoël Rishon LeZion : Champion d'Israël - Pallamano Trieste : Champion d'Italie | - FC Barcelone : tenant du titre - TBV Lemgo : champion d'Allemagne - HC Sparkasse Bruck : Champion d'Autriche - Initia HC Hasselt : Champion de Belgique - SKA Minsk : Champion de Biélorussie - RK Badel 1862 Zagreb : Champion de Croatie - Virum-Sorgenfri HK : Champion du Danemark - CB Ademar León : Vice-champion d'Espagne - BK-46 Karis : Champion de Finlande - US Ivry : champion de France 1997 - GE Verias : champion de Grèce - Fotex KC Veszprém : champion de Hongrie - KA Akureyri : champion d'Islande - Hapoël Rishon LeZion : Champion d'Israël - Pallamano Trieste : Champion d'Italie | - FC Barcelone : tenant du titre - TBV Lemgo : champion d'Allemagne - HC Sparkasse Bruck : Champion d'Autriche - Initia HC Hasselt : Champion de Belgique - SKA Minsk : Champion de Biélorussie - RK Badel 1862 Zagreb : Champion de Croatie - Virum-Sorgenfri HK : Champion du Danemark - CB Ademar León : Vice-champion d'Espagne - BK-46 Karis : Champion de Finlande - US Ivry : champion de France 1997 - GE Verias : champion de Grèce - Fotex KC Veszprém : champion de Hongrie - KA Akureyri : champion d'Islande - Hapoël Rishon LeZion : Champion d'Israël - Pallamano Trieste : Champion d'Italie | - FC Barcelone : tenant du titre - TBV Lemgo : champion d'Allemagne - HC Sparkasse Bruck : Champion d'Autriche - Initia HC Hasselt : Champion de Belgique - SKA Minsk : Champion de Biélorussie - RK Badel 1862 Zagreb : Champion de Croatie - Virum-Sorgenfri HK : Champion du Danemark - CB Ademar León : Vice-champion d'Espagne - BK-46 Karis : Champion de Finlande - US Ivry : champion de France 1997 - GE Verias : champion de Grèce - Fotex KC Veszprém : champion de Hongrie - KA Akureyri : champion d'Islande - Hapoël Rishon LeZion : Champion d'Israël - Pallamano Trieste : Champion d'Italie | - FC Barcelone : tenant du titre - TBV Lemgo : champion d'Allemagne - HC Sparkasse Bruck : Champion d'Autriche - Initia HC Hasselt : Champion de Belgique - SKA Minsk : Champion de Biélorussie - RK Badel 1862 Zagreb : Champion de Croatie - Virum-Sorgenfri HK : Champion du Danemark - CB Ademar León : Vice-champion d'Espagne - BK-46 Karis : Champion de Finlande - US Ivry : champion de France 1997 - GE Verias : champion de Grèce - Fotex KC Veszprém : champion de Hongrie - KA Akureyri : champion d'Islande - Hapoël Rishon LeZion : Champion d'Israël - Pallamano Trieste : Champion d'Italie | - FC Barcelone : tenant du titre - TBV Lemgo : champion d'Allemagne - HC Sparkasse Bruck : Champion d'Autriche - Initia HC Hasselt : Champion de Belgique - SKA Minsk : Champion de Biélorussie - RK Badel 1862 Zagreb : Champion de Croatie - Virum-Sorgenfri HK : Champion du Danemark - CB Ademar León : Vice-champion d'Espagne - BK-46 Karis : Champion de Finlande - US Ivry : champion de France 1997 - GE Verias : champion de Grèce - Fotex KC Veszprém : champion de Hongrie - KA Akureyri : champion d'Islande - Hapoël Rishon LeZion : Champion d'Israël - Pallamano Trieste : Champion d'Italie | - FC Barcelone : tenant du titre - TBV Lemgo : champion d'Allemagne - HC Sparkasse Bruck : Champion d'Autriche - Initia HC Hasselt : Champion de Belgique - SKA Minsk : Champion de Biélorussie - RK Badel 1862 Zagreb : Champion de Croatie - Virum-Sorgenfri HK : Champion du Danemark - CB Ademar León : Vice-champion d'Espagne - BK-46 Karis : Champion de Finlande - US Ivry : champion de France 1997 - GE Verias : champion de Grèce - Fotex KC Veszprém : champion de Hongrie - KA Akureyri : champion d'Islande - Hapoël Rishon LeZion : Champion d'Israël - Pallamano Trieste : Champion d'Italie | - FC Barcelone : tenant du titre - TBV Lemgo : champion d'Allemagne - HC Sparkasse Bruck : Champion d'Autriche - Initia HC Hasselt : Champion de Belgique - SKA Minsk : Champion de Biélorussie - RK Badel 1862 Zagreb : Champion de Croatie - Virum-Sorgenfri HK : Champion du Danemark - CB Ademar León : Vice-champion d'Espagne - BK-46 Karis : Champion de Finlande - US Ivry : champion de France 1997 - GE Verias : champion de Grèce - Fotex KC Veszprém : champion de Hongrie - KA Akureyri : champion d'Islande - Hapoël Rishon LeZion : Champion d'Israël - Pallamano Trieste : Champion d'Italie | - FC Barcelone : tenant du titre - TBV Lemgo : champion d'Allemagne - HC Sparkasse Bruck : Champion d'Autriche - Initia HC Hasselt : Champion de Belgique - SKA Minsk : Champion de Biélorussie - RK Badel 1862 Zagreb : Champion de Croatie - Virum-Sorgenfri HK : Champion du Danemark - CB Ademar León : Vice-champion d'Espagne - BK-46 Karis : Champion de Finlande - US Ivry : champion de France 1997 - GE Verias : champion de Grèce - Fotex KC Veszprém : champion de Hongrie - KA Akureyri : champion d'Islande - Hapoël Rishon LeZion : Champion d'Israël - Pallamano Trieste : Champion d'Italie | - FC Barcelone : tenant du titre - TBV Lemgo : champion d'Allemagne - HC Sparkasse Bruck : Champion d'Autriche - Initia HC Hasselt : Champion de Belgique - SKA Minsk : Champion de Biélorussie - RK Badel 1862 Zagreb : Champion de Croatie - Virum-Sorgenfri HK : Champion du Danemark - CB Ademar León : Vice-champion d'Espagne - BK-46 Karis : Champion de Finlande - US Ivry : champion de France 1997 - GE Verias : champion de Grèce - Fotex KC Veszprém : champion de Hongrie - KA Akureyri : champion d'Islande - Hapoël Rishon LeZion : Champion d'Israël - Pallamano Trieste : Champion d'Italie | - FC Barcelone : tenant du titre - TBV Lemgo : champion d'Allemagne - HC Sparkasse Bruck : Champion d'Autriche - Initia HC Hasselt : Champion de Belgique - SKA Minsk : Champion de Biélorussie - RK Badel 1862 Zagreb : Champion de Croatie - Virum-Sorgenfri HK : Champion du Danemark - CB Ademar León : Vice-champion d'Espagne - BK-46 Karis : Champion de Finlande - US Ivry : champion de France 1997 - GE Verias : champion de Grèce - Fotex KC Veszprém : champion de Hongrie - KA Akureyri : champion d'Islande - Hapoël Rishon LeZion : Champion d'Israël - Pallamano Trieste : Champion d'Italie | - FC Barcelone : tenant du titre - TBV Lemgo : champion d'Allemagne - HC Sparkasse Bruck : Champion d'Autriche - Initia HC Hasselt : Champion de Belgique - SKA Minsk : Champion de Biélorussie - RK Badel 1862 Zagreb : Champion de Croatie - Virum-Sorgenfri HK : Champion du Danemark - CB Ademar León : Vice-champion d'Espagne - BK-46 Karis : Champion de Finlande - US Ivry : champion de France 1997 - GE Verias : champion de Grèce - Fotex KC Veszprém : champion de Hongrie - KA Akureyri : champion d'Islande - Hapoël Rishon LeZion : Champion d'Israël - Pallamano Trieste : Champion d'Italie | - FC Barcelone : tenant du titre - TBV Lemgo : champion d'Allemagne - HC Sparkasse Bruck : Champion d'Autriche - Initia HC Hasselt : Champion de Belgique - SKA Minsk : Champion de Biélorussie - RK Badel 1862 Zagreb : Champion de Croatie - Virum-Sorgenfri HK : Champion du Danemark - CB Ademar León : Vice-champion d'Espagne - BK-46 Karis : Champion de Finlande - US Ivry : champion de France 1997 - GE Verias : champion de Grèce - Fotex KC Veszprém : champion de Hongrie - KA Akureyri : champion d'Islande - Hapoël Rishon LeZion : Champion d'Israël - Pallamano Trieste : Champion d'Italie | - FC Barcelone : tenant du titre - TBV Lemgo : champion d'Allemagne - HC Sparkasse Bruck : Champion d'Autriche - Initia HC Hasselt : Champion de Belgique - SKA Minsk : Champion de Biélorussie - RK Badel 1862 Zagreb : Champion de Croatie - Virum-Sorgenfri HK : Champion du Danemark - CB Ademar León : Vice-champion d'Espagne - BK-46 Karis : Champion de Finlande - US Ivry : champion de France 1997 - GE Verias : champion de Grèce - Fotex KC Veszprém : champion de Hongrie - KA Akureyri : champion d'Islande - Hapoël Rishon LeZion : Champion d'Israël - Pallamano Trieste : Champion d'Italie | - HC Granitas Kaunas : Champion de Lituanie - Red Boys Differdange : Champion du Luxembourg - Drammen HK : Champion de Norvège - HV Sittardia : Championnat des Pays-Bas - WKS Śląsk Wrocław : Champion de Pologne - ABC Braga : Champion du Portugal - Kaustik Volgograd : Champion de Russie - RK Celje : champion de Slovénie - Redbergslids IK : Champion de Suède - Pfadi Winterthur : Champion de Suisse - HC Zubří : Champion de République tchèque - Çankaya Belediye SK : Champion de Turquie - Chakhtar Donetsk : Champion d'Ukraine - Étoile rouge de Belgrade : RF Yougoslavie | - HC Granitas Kaunas : Champion de Lituanie - Red Boys Differdange : Champion du Luxembourg - Drammen HK : Champion de Norvège - HV Sittardia : Championnat des Pays-Bas - WKS Śląsk Wrocław : Champion de Pologne - ABC Braga : Champion du Portugal - Kaustik Volgograd : Champion de Russie - RK Celje : champion de Slovénie - Redbergslids IK : Champion de Suède - Pfadi Winterthur : Champion de Suisse - HC Zubří : Champion de République tchèque - Çankaya Belediye SK : Champion de Turquie - Chakhtar Donetsk : Champion d'Ukraine - Étoile rouge de Belgrade : RF Yougoslavie | - HC Granitas Kaunas : Champion de Lituanie - Red Boys Differdange : Champion du Luxembourg - Drammen HK : Champion de Norvège - HV Sittardia : Championnat des Pays-Bas - WKS Śląsk Wrocław : Champion de Pologne - ABC Braga : Champion du Portugal - Kaustik Volgograd : Champion de Russie - RK Celje : champion de Slovénie - Redbergslids IK : Champion de Suède - Pfadi Winterthur : Champion de Suisse - HC Zubří : Champion de République tchèque - Çankaya Belediye SK : Champion de Turquie - Chakhtar Donetsk : Champion d'Ukraine - Étoile rouge de Belgrade : RF Yougoslavie | - HC Granitas Kaunas : Champion de Lituanie - Red Boys Differdange : Champion du Luxembourg - Drammen HK : Champion de Norvège - HV Sittardia : Championnat des Pays-Bas - WKS Śląsk Wrocław : Champion de Pologne - ABC Braga : Champion du Portugal - Kaustik Volgograd : Champion de Russie - RK Celje : champion de Slovénie - Redbergslids IK : Champion de Suède - Pfadi Winterthur : Champion de Suisse - HC Zubří : Champion de République tchèque - Çankaya Belediye SK : Champion de Turquie - Chakhtar Donetsk : Champion d'Ukraine - Étoile rouge de Belgrade : RF Yougoslavie | - HC Granitas Kaunas : Champion de Lituanie - Red Boys Differdange : Champion du Luxembourg - Drammen HK : Champion de Norvège - HV Sittardia : Championnat des Pays-Bas - WKS Śląsk Wrocław : Champion de Pologne - ABC Braga : Champion du Portugal - Kaustik Volgograd : Champion de Russie - RK Celje : champion de Slovénie - Redbergslids IK : Champion de Suède - Pfadi Winterthur : Champion de Suisse - HC Zubří : Champion de République tchèque - Çankaya Belediye SK : Champion de Turquie - Chakhtar Donetsk : Champion d'Ukraine - Étoile rouge de Belgrade : RF Yougoslavie | - HC Granitas Kaunas : Champion de Lituanie - Red Boys Differdange : Champion du Luxembourg - Drammen HK : Champion de Norvège - HV Sittardia : Championnat des Pays-Bas - WKS Śląsk Wrocław : Champion de Pologne - ABC Braga : Champion du Portugal - Kaustik Volgograd : Champion de Russie - RK Celje : champion de Slovénie - Redbergslids IK : Champion de Suède - Pfadi Winterthur : Champion de Suisse - HC Zubří : Champion de République tchèque - Çankaya Belediye SK : Champion de Turquie - Chakhtar Donetsk : Champion d'Ukraine - Étoile rouge de Belgrade : RF Yougoslavie | - HC Granitas Kaunas : Champion de Lituanie - Red Boys Differdange : Champion du Luxembourg - Drammen HK : Champion de Norvège - HV Sittardia : Championnat des Pays-Bas - WKS Śląsk Wrocław : Champion de Pologne - ABC Braga : Champion du Portugal - Kaustik Volgograd : Champion de Russie - RK Celje : champion de Slovénie - Redbergslids IK : Champion de Suède - Pfadi Winterthur : Champion de Suisse - HC Zubří : Champion de République tchèque - Çankaya Belediye SK : Champion de Turquie - Chakhtar Donetsk : Champion d'Ukraine - Étoile rouge de Belgrade : RF Yougoslavie | - HC Granitas Kaunas : Champion de Lituanie - Red Boys Differdange : Champion du Luxembourg - Drammen HK : Champion de Norvège - HV Sittardia : Championnat des Pays-Bas - WKS Śląsk Wrocław : Champion de Pologne - ABC Braga : Champion du Portugal - Kaustik Volgograd : Champion de Russie - RK Celje : champion de Slovénie - Redbergslids IK : Champion de Suède - Pfadi Winterthur : Champion de Suisse - HC Zubří : Champion de République tchèque - Çankaya Belediye SK : Champion de Turquie - Chakhtar Donetsk : Champion d'Ukraine - Étoile rouge de Belgrade : RF Yougoslavie | - HC Granitas Kaunas : Champion de Lituanie - Red Boys Differdange : Champion du Luxembourg - Drammen HK : Champion de Norvège - HV Sittardia : Championnat des Pays-Bas - WKS Śląsk Wrocław : Champion de Pologne - ABC Braga : Champion du Portugal - Kaustik Volgograd : Champion de Russie - RK Celje : champion de Slovénie - Redbergslids IK : Champion de Suède - Pfadi Winterthur : Champion de Suisse - HC Zubří : Champion de République tchèque - Çankaya Belediye SK : Champion de Turquie - Chakhtar Donetsk : Champion d'Ukraine - Étoile rouge de Belgrade : RF Yougoslavie | - HC Granitas Kaunas : Champion de Lituanie - Red Boys Differdange : Champion du Luxembourg - Drammen HK : Champion de Norvège - HV Sittardia : Championnat des Pays-Bas - WKS Śląsk Wrocław : Champion de Pologne - ABC Braga : Champion du Portugal - Kaustik Volgograd : Champion de Russie - RK Celje : champion de Slovénie - Redbergslids IK : Champion de Suède - Pfadi Winterthur : Champion de Suisse - HC Zubří : Champion de République tchèque - Çankaya Belediye SK : Champion de Turquie - Chakhtar Donetsk : Champion d'Ukraine - Étoile rouge de Belgrade : RF Yougoslavie | - HC Granitas Kaunas : Champion de Lituanie - Red Boys Differdange : Champion du Luxembourg - Drammen HK : Champion de Norvège - HV Sittardia : Championnat des Pays-Bas - WKS Śląsk Wrocław : Champion de Pologne - ABC Braga : Champion du Portugal - Kaustik Volgograd : Champion de Russie - RK Celje : champion de Slovénie - Redbergslids IK : Champion de Suède - Pfadi Winterthur : Champion de Suisse - HC Zubří : Champion de République tchèque - Çankaya Belediye SK : Champion de Turquie - Chakhtar Donetsk : Champion d'Ukraine - Étoile rouge de Belgrade : RF Yougoslavie | - HC Granitas Kaunas : Champion de Lituanie - Red Boys Differdange : Champion du Luxembourg - Drammen HK : Champion de Norvège - HV Sittardia : Championnat des Pays-Bas - WKS Śląsk Wrocław : Champion de Pologne - ABC Braga : Champion du Portugal - Kaustik Volgograd : Champion de Russie - RK Celje : champion de Slovénie - Redbergslids IK : Champion de Suède - Pfadi Winterthur : Champion de Suisse - HC Zubří : Champion de République tchèque - Çankaya Belediye SK : Champion de Turquie - Chakhtar Donetsk : Champion d'Ukraine - Étoile rouge de Belgrade : RF Yougoslavie | - HC Granitas Kaunas : Champion de Lituanie - Red Boys Differdange : Champion du Luxembourg - Drammen HK : Champion de Norvège - HV Sittardia : Championnat des Pays-Bas - WKS Śląsk Wrocław : Champion de Pologne - ABC Braga : Champion du Portugal - Kaustik Volgograd : Champion de Russie - RK Celje : champion de Slovénie - Redbergslids IK : Champion de Suède - Pfadi Winterthur : Champion de Suisse - HC Zubří : Champion de République tchèque - Çankaya Belediye SK : Champion de Turquie - Chakhtar Donetsk : Champion d'Ukraine - Étoile rouge de Belgrade : RF Yougoslavie | - HC Granitas Kaunas : Champion de Lituanie - Red Boys Differdange : Champion du Luxembourg - Drammen HK : Champion de Norvège - HV Sittardia : Championnat des Pays-Bas - WKS Śląsk Wrocław : Champion de Pologne - ABC Braga : Champion du Portugal - Kaustik Volgograd : Champion de Russie - RK Celje : champion de Slovénie - Redbergslids IK : Champion de Suède - Pfadi Winterthur : Champion de Suisse - HC Zubří : Champion de République tchèque - Çankaya Belediye SK : Champion de Turquie - Chakhtar Donetsk : Champion d'Ukraine - Étoile rouge de Belgrade : RF Yougoslavie | - HC Granitas Kaunas : Champion de Lituanie - Red Boys Differdange : Champion du Luxembourg - Drammen HK : Champion de Norvège - HV Sittardia : Championnat des Pays-Bas - WKS Śląsk Wrocław : Champion de Pologne - ABC Braga : Champion du Portugal - Kaustik Volgograd : Champion de Russie - RK Celje : champion de Slovénie - Redbergslids IK : Champion de Suède - Pfadi Winterthur : Champion de Suisse - HC Zubří : Champion de République tchèque - Çankaya Belediye SK : Champion de Turquie - Chakhtar Donetsk : Champion d'Ukraine - Étoile rouge de Belgrade : RF Yougoslavie |

## Phase préliminaire

### Premier tour
| Équipe          | Aller   | Total   | Retour  | Équipe                |
| --------------- | ------- | ------- | ------- | --------------------- |
| RK Prespa Resen | 39 – 21 | 66 – 51 | 27 – 30 | SPE Strovolos Nicosie |
| Vestmanna IF    | 20 – 25 | 37 – 41 | 17 – 16 | Dinamo Bucarest       |
| TJ VSZ Košice   | 27 – 17 | 56 – 48 | 29 – 31 | HC Port Burgas        |

### Seizièmes de finale
| Équipe               | Aller   | Total    | Retour  | Équipe                |
| -------------------- | ------- | -------- | ------- | --------------------- |
| Fotex KC Veszprém    | 31 – 22 | 64 – 51  | 33 – 29 | Kaustik Volgograd     |
| GE Verias            | 23 – 25 | 48 – 64  | 25 – 39 | Badel 1862 Zagreb     |
| HC Sparkasse Bruck   | 23 – 28 | 44 – 61  | 21 – 33 | CB Ademar León        |
| BK-46 Karis          | 24 – 23 | 48 – 52  | 24 – 29 | Drammen HK            |
| HC Granitas Kaunas   | 27 – 23 | 46 – 51  | 19 – 28 | KA Akureyri           |
| Red Boys Differdange | 20 – 32 | 47 – 67  | 27 – 35 | Pfadi Winterthur      |
| SKA Minsk            | 32 – 24 | 46 – 46E | 14 – 22 | Étoile rouge Belgrade |
| TJ VSZ Košice        | 24 – 26 | 46 – 56  | 22 – 30 | Virum-Sorgenfri HK    |
| RK Celje             | 29 – 24 | 59 – 54  | 30 – 30 | Redbergslids IK       |
| HV Sittardia         | 18 – 29 | 34 – 48  | 16 – 19 | ABC Braga             |
| FC Barcelone         | 34 – 12 | 71 – 42  | 37 – 30 | Çankaya Belediye SK   |
| WKS Śląsk Wrocław    | 31 – 21 | 50 – 52  | 19 – 31 | Pallamano Trieste     |
| HC Zubří             | 35 – 22 | 61 – 48  | 26 – 26 | Dinamo Bucarest       |
| Hapoël Rishon LeZion | 27 – 22 | 49 – 43  | 22 – 21 | US Ivry               |
| TBV Lemgo            | 36 – 18 | 67 – 36  | 31 – 18 | Initia HC Hasselt     |
| RK Prespa Resen      | 27 – 23 | 50 – 49  | 23 – 26 | Chakhtar Donetsk      |

EL'Étoile rouge de Belgrade est qualifiée aux dépens du SKA Minsk selon la règle du nombre de buts marqués à l'extérieur (24 contre 14).

## Tour principal

### Groupe A
|   | Équipe            | Pts | J | G | N | P | Bp  | Bc  | Diff |  | Résultats (dom.\ext.) |       |       |       |       |
| - | ----------------- | --- | - | - | - | - | --- | --- | ---- |  | --------------------- | ----- | ----- | ----- | ----- |
| 1 | RK Celje          | 10  | 6 | 5 | 0 | 1 | 162 | 133 | 29   |  | RK Celje              |       | 26-21 | 30-25 | 31-18 |
| 2 | Badel 1862 Zagreb | 8   | 6 | 4 | 0 | 2 | 158 | 141 | 17   |  | Badel 1862 Zagreb     | 26-22 |       | 25-27 | 36-23 |
| 3 | Pallamano Trieste | 4   | 6 | 2 | 0 | 4 | 141 | 149 | -8   |  | Pallamano Trieste     | 20-27 | 20-22 |       | 30-24 |
| 4 | KA Akureyri       | 2   | 6 | 1 | 0 | 5 | 132 | 170 | -38  |  | KA Akureyri           | 23-26 | 23-28 | 21-19 |       |

### Groupe B
|   | Équipe                   | Pts | J | G | N | P | Bp  | Bc  | Diff |  | Résultats (dom.\ext.)    |       |       |       |       |
| - | ------------------------ | --- | - | - | - | - | --- | --- | ---- |  | ------------------------ | ----- | ----- | ----- | ----- |
| 1 | Pfadi Winterthur         | 9   | 6 | 4 | 1 | 1 | 168 | 147 | 21   |  | Pfadi Winterthur         |       | 29-27 | 28-26 | 31-21 |
| 2 | Ademar León              | 9   | 6 | 4 | 1 | 1 | 191 | 157 | 34   |  | Ademar León              | 27-27 |       | 41-20 | 34-26 |
| 3 | Étoile rouge de Belgrade | 4   | 6 | 2 | 0 | 4 | 164 | 180 | -16  |  | Étoile rouge de Belgrade | 29-27 | 30-35 |       | 36-24 |
| 4 | Drammen HK               | 2   | 6 | 1 | 0 | 5 | 138 | 177 | -39  |  | Drammen HK               | 17-26 | 25-26 | 25-23 |       |

### Groupe C
|   | Équipe               | Pts | J | G | N | P | Bp  | Bc  | Diff |  | Résultats (dom.\ext.) |       |       |       |       |
| - | -------------------- | --- | - | - | - | - | --- | --- | ---- |  | --------------------- | ----- | ----- | ----- | ----- |
| 1 | FC Barcelone         | 11  | 6 | 5 | 1 | 0 | 179 | 128 | 51   |  | FC Barcelone          |       | 32-18 | 42-17 | 30-23 |
| 2 | ABC Braga            | 7   | 6 | 3 | 1 | 2 | 139 | 140 | -1   |  | ABC Braga             | 21-21 |       | 26-18 | 29-24 |
| 3 | Hapoël Rishon LeZion | 6   | 6 | 3 | 0 | 3 | 142 | 166 | -24  |  | Hapoël Rishon LeZion  | 28-29 | 24-23 |       | 30-23 |
| 4 | Virum-Sorgenfri HK   | 0   | 6 | 0 | 0 | 6 | 135 | 166 | -31  |  | Virum-Sorgenfri HK    | 21-25 | 21-22 | 23-25 |       |

### Groupe D
|   | Équipe            | Pts | J | G | N | P | Bp  | Bc  | Diff |  | Résultats (dom.\ext.) |       |       |       |       |
| - | ----------------- | --- | - | - | - | - | --- | --- | ---- |  | --------------------- | ----- | ----- | ----- | ----- |
| 1 | TBV Lemgo         | 9   | 6 | 4 | 1 | 1 | 164 | 145 | 19   |  | TBV Lemgo             |       | 29-26 | 28-25 | 31-22 |
| 2 | Fotex KC Veszprém | 9   | 6 | 4 | 1 | 1 | 168 | 144 | 24   |  | Fotex KC Veszprém     | 24-24 |       | 27-22 | 31-22 |
| 3 | RK Prespa Resen   | 4   | 6 | 2 | 0 | 4 | 159 | 168 | -9   |  | RK Prespa Resen       | 26-25 | 23-30 |       | 33-26 |
| 4 | HC Zubří          | 2   | 6 | 1 | 0 | 5 | 148 | 182 | -34  |  | HC Zubří              | 22-27 | 24-30 | 32-30 |       |

## Phase finale

### Quarts de finale

#### Résultats
| Équipe 1          | Équipe 2         | Aller           | Retour          | Total    |
| ----------------- | ---------------- | --------------- | --------------- | -------- |
| Ademar León       | RK Celje         | 21 février 1998 | 28 février 1998 | 50 – 61  |
| Ademar León       | RK Celje         | 24 – 26         | 26 – 35         | 50 – 61  |
| Badel 1862 Zagreb | Pfadi Winterthur | 21 février 1998 | 28 février 1998 | 51 – 45  |
| Badel 1862 Zagreb | Pfadi Winterthur | 27 – 24         | 24 – 21         | 51 – 45  |
| Fotex KC Veszprém | FC Barcelone     | 22 février 1998 | 1er mars 1998   | 60 – 60E |
| Fotex KC Veszprém | FC Barcelone     | 33 – 28         | 27 – 32         | 60 – 60E |
| ABC Braga         | TBV Lemgo        | 21 février 1998 | 28 février 1998 | 51 – 55  |
| ABC Braga         | TBV Lemgo        | 25 – 29         | 26 - 26         | 51 – 55  |

ELe FC Barcelone est qualifié aux dépens du Fotex KC Veszprém selon la règle du nombre de buts marqués à l'extérieur (28 contre 27).

### Demi-finales
| Équipe 1          | Équipe 2  | Aller        | Retour       | Total   |
| ----------------- | --------- | ------------ | ------------ | ------- |
| FC Barcelone      | TBV Lemgo | 22 mars 1998 | 28 mars 1998 | 63 – 56 |
| FC Barcelone      | TBV Lemgo | 31 – 22      | 32 – 34      | 63 – 56 |
| Badel 1862 Zagreb | RK Celje  | 22 mars 1998 | 28 mars 1998 | 51 – 45 |
| Badel 1862 Zagreb | RK Celje  | 27 – 20      | 24 – 25      | 51 – 45 |

### Finale
Finale aller
| 18 avril 1998 18h00 | FC Barcelone                                          | 28 – 18   | Badel 1862 Zagreb                 | Palau Blaugrana, Barcelone, Espagne Affluence : 8 000 Arbitrage : Helmut Wille Bjarne Munk Jensen |
| 18 avril 1998 18h00 | Antonio Carlos Ortega 6 Rafael Guijosa, Enric Masip 5 | (10 – 10) | Zlatko Saračević 8 Mirza Džomba 3 | Palau Blaugrana, Barcelone, Espagne Affluence : 8 000 Arbitrage : Helmut Wille Bjarne Munk Jensen |
| 18 avril 1998 18h00 | ×2 ×3                                                 | Rapport   | ×2 ×6 ×3                          | Palau Blaugrana, Barcelone, Espagne Affluence : 8 000 Arbitrage : Helmut Wille Bjarne Munk Jensen |

Finale retour
| 25 avril 1998 18h00 | Badel 1862 Zagreb                           | 22 – 28 | FC Barcelone                | Zagreb, Croatie Affluence : 10 000 Arbitrage : Svein Olav Oie Bjorn Hogsnes |
| 25 avril 1998 18h00 | Zlatko Saračević 5 Baltić, Jović, Stritof 4 | (9-10)  | Patrik Ćavar, Enric Masip 7 | Zagreb, Croatie Affluence : 10 000 Arbitrage : Svein Olav Oie Bjorn Hogsnes |
| 25 avril 1998 18h00 | ×3 ×4                                       | Rapport | ×3 ×4                       | Zagreb, Croatie Affluence : 10 000 Arbitrage : Svein Olav Oie Bjorn Hogsnes |

## Les champions d'Europe
| Vainqueur de la Ligue des champions de l'EHF 1997-1998 FC Barcelone 4e titre |

L'effectif du FC Barcelone était :
| Gardiens de but - David Barrufet - Tomas Svensson - José Manuel Sierra Arrières - Iñaki Urdangarín - Mateo Garralda - Joaquín Soler - Isra Damont - David Cardona | Demi-centres - Enric Masip - Xavier O'Callaghan Ailiers - Fernando Barbeito - Rafael Guijosa - Antonio Carlos Ortega - Jordi Fernández - Patrik Ćavar - Roger Magriña | Pivots - Andrei Xepkin - Alexandru Dedu - Josep Espar - Carlos Prieto Entraîneur - Valero Rivera |